# Mascota
Mascota est une ville et une municipalité de l'État de Jalisco au Mexique.
La municipalité a 14 477 habitants en 2015.

## Description
Mascota est située à 1 268 m d'altitude dans les contreforts de la Sierra Madre occidentale à l'ouest de l'État de Jalisco, à environ 200 km de Guadalajara et à une centaine de kilomètres de Puerto Vallarta et de l'océan Pacifique.
| Puerto Vallarta  | San Sebastián del Oeste | Guachinango |
|                  | Mascota                 | Mixtlán     |
| Talpa de Allende |                         | Atenguillo  |

À l'époque préhispanique, Mascota était un caciquat des indigènes Tecos dont dépendaient les villes de Talpa, El Tuito (es) et Chacala.
Le nom de Mascota vient du nahuatl Mazacotla qui signifierait « lieu de cerfs et de serpents ».
En 2010, la municipalité compte 14 245 habitants pour une superficie de 1 591,63 km2.
Parmi les 148 localités habitées, la plus importante est le chef-lieu Mascota (8 801 habitants) suivie par Rincón de Mirandilla, Yerbabuena et Zacatongo avec respectivement 400, 388 et 371 habitants. 62 % de la population est urbaine.
Au recensement de 2015, la population de la municipalité passe à 14 477 habitants.

## Points d'intérêt
- la basilique Nuestra Señora de los Dolores des XVIIIe et XIXe siècles ;
- le musée d'archéologie, qui présente notamment des objets en pierre, céramique et os, déposés en guise d'offrandes vers 800 ans av. J.-C. dans une nécropole sur les sites de El Pantano, El Embocadero et Coamajales[3] ;
- le barrage de Corrinchis, alimenté par la rivière Mascota ;
- le lac de Juanacatlán, accessible par un chemin de terre à 16 km au nord-ouest du chef-lieu[3] ;
- les forêts d'altitude[1].

## Personnalités liées à la municipalité
- Francisco Robles Ortega, né à Mascota, archevêque de Guadalajara ;
- Esther Fernández (es) (1915-1999), actrice et peintre née à Mascota, une des premières stars de l'époque dorée du cinéma mexicain.